# Puroniitty
Puroniitty (en suédois : Bäckängen) est une section du quartier de Ultuna et du district de Östersundom à Helsinki en Finlande

## Description
Puroniitty a une superficie de 4,46 km2, sa population s'élève à 195 habitants(1.1.2010).